# Lista över vintervärdar under 1900-talet
Detta är en kronologisk lista över personer som varit vinterpratare, det vill säga värdar för radioprogrammet Vintergatan, i Sveriges Radio, under 1900-talet. Programmet går numera under namnet Vinter i P1. För motsvarande lista för 2000-talet se Lista över vintervärdar under 2000-talet.

## Lista

### 1969/1970
- 22 december – Ingmar Liman
- 23 december – Anders Claesson
- 25 december – Bernt Eklundh
- 24 december – Fredrik Burgman
- 26 december – Torsten Ehrenmark
- 27 december – Olle Norell
- 28 december – Lars Widding
- 29 december – Sven-Olof Olsson
- 30 december – Gunnar Dahmén
- 31 december – Bertil Norström

- 1 januari – Bo Setterlind
- 2 januari – Roland Perlström
- 3 januari – Bo Strömstedt
- 4 januari – Ulf Schenkmanis
- 5 januari – Moltas Erikson
- 6 januari – Björn-Olov Larsson

### 1970/1971
- 14 december – Jan-Olof Olsson
- 15 december – Bernt Eklundh
- 16 december – Bo Teddy Ladberg
- 17 december – Charlotte Reimerson
- 18 december – Olle Adolphson
- 20 december – Elisabeth Söderström
- 21 december – Tage Nilsson
- 22 december – Lars Widding
- 23 december – Bror von Vegesack
- 24 december – Åke Falck
- 25 december – Qvitt Holmgren
- 26 december – Herbert Söderström
- 27 december – Ria Wägner
- 28 december – Eric Grönlund
- 29 december – Per Olof Sundman
- 30 december – Per Eric Nordquist
- 31 december – Fredrik Burgman

- 1 januari – Bo Setterlind
- 3 januari – Carl H. Lindroth
- 4 januari – Annalisa Forssberger
- 5 januari – Lars Forsberg
- 6 januari – Barbro Alving
- 7 januari – Sven-Olov Olsson
- 8 januari – Ingemar Stark
- 10 januari – Torsten Ehrenmark

### 1971/1972
- 13 december – Ingemar Simonsson
- 14 december – Viveka Vogel
- 15 december – Sven Vrang
- 16 december – Carl Zetterström
- 17 december – Stig Allan Persson
- 19 december – Elisabeth Söderström
- 20 december – Olle Norell
- 21 december – Per Olof Sundman
- 22 december – Erik Norelius
- 23 december – Bertil Norström
- 24 december – Beppe Wolgers
- 25 december – Barbro Alving
- 26 december – Åke Arenhill
- 27 december – Alf Thoor
- 28 december – Roland Perlström
- 29 december – Ria Wägner
- 30 december – Fredrik Burgman
- 31 december – Tage Danielsson

- 1 januari – Carin Mannheimer
- 2 januari – Georg Eliasson
- 3 januari – Ulla Trenter
- 4 januari – Anders Pontén
- 5 januari – Magnus Härenstam
- 6 januari – Moltas Erikson
- 7 januari – Staffan Lindén
- 9 januari – Bo Strömstedt

### 1972/1973
- 10 december – Birgitta Sandstedt
- 11 december – Karl Sjunnesson
- 12 december – Ingemar Stark
- 13 december – Barbro Hörberg
- 14 december – Artur Erikson
- 15 december – Lars Rundgren
- 17 december – Beppe Wolgers
- 18 december – Tom Lagerborg
- 19 december – Jan Gabrielsson
- 20 december – Lars Forssberg
- 21 december – Ulf Stråhle
- 22 december – Lasse Svensson
- 24 december – Bertil Perrolf
- 25 december – Maud Reuterswärd
- 26 december – Åke Falck
- 27 december – Ylva Eggehorn
- 28 december – Lars Gustafsson
- 29 december – Lasse Berghagen
- 31 december – Hans Alfredson

- 1 januari – Bengt Anderberg
- 2 januari – Gits Olsson
- 3 januari – Per Eric Nordquist
- 4 januari – Elisabeth Söderström
- 5 januari – Fredrik Burgman
- 6 januari – Margreth Weivers
- 7 januari – Torsten Ehrenmark

### 1973/1974
- 10 december – Mats Rehnberg
- 11 december – Per Söderberg
- 12 december – Marianne Söderberg
- 13 december – Gunnar Dahmén
- 14 december – Lars Rundgren
- 16 december – Gösta Bernhard
- 17 december – Carl Verner Petterson
- 18 december – Birgitta Östlund
- 19 december – Kerstin M. Lundberg
- 20 december – Lars Ramsten
- 21 december – Per Eric Nordquist
- 23 december – Stig Allan Persson
- 24 december – Torsten Ehrenmark
- 25 december – Bo Beskow
- 26 december – Elisabeth Söderström
- 27 december – Staffan Ling
- 28 december – Kajsa Harrysson
- 30 december – Hans Blennow
- 31 december – Lars Widding

- 1 januari – Åke Falck
- 2 januari – Hilmer Linderholm
- 3 januari – Nils-Olof Franzén
- 4 januari – Ingemar Stark
- 6 januari – Carl-Olof Lång

### 1991
- 31 december – Jonas Gardell

### 1993
- 25 december – Kjell Swanberg